# سینباد (کمدین)
سینباد (به انگلیسی: Sinbad) (زاده ۱۰ نوامبر ۱۹۵۶) بازیگر آمریکایی است.
از فیلم‌های معروف او می‌توان به بازی در جیرینگ جیرینگ ادامه‌دار، برگر خوب، به سوی خانه ۲، سر مخروطی‌ها و زبری لازم اشاره کرد.